# 北京航空

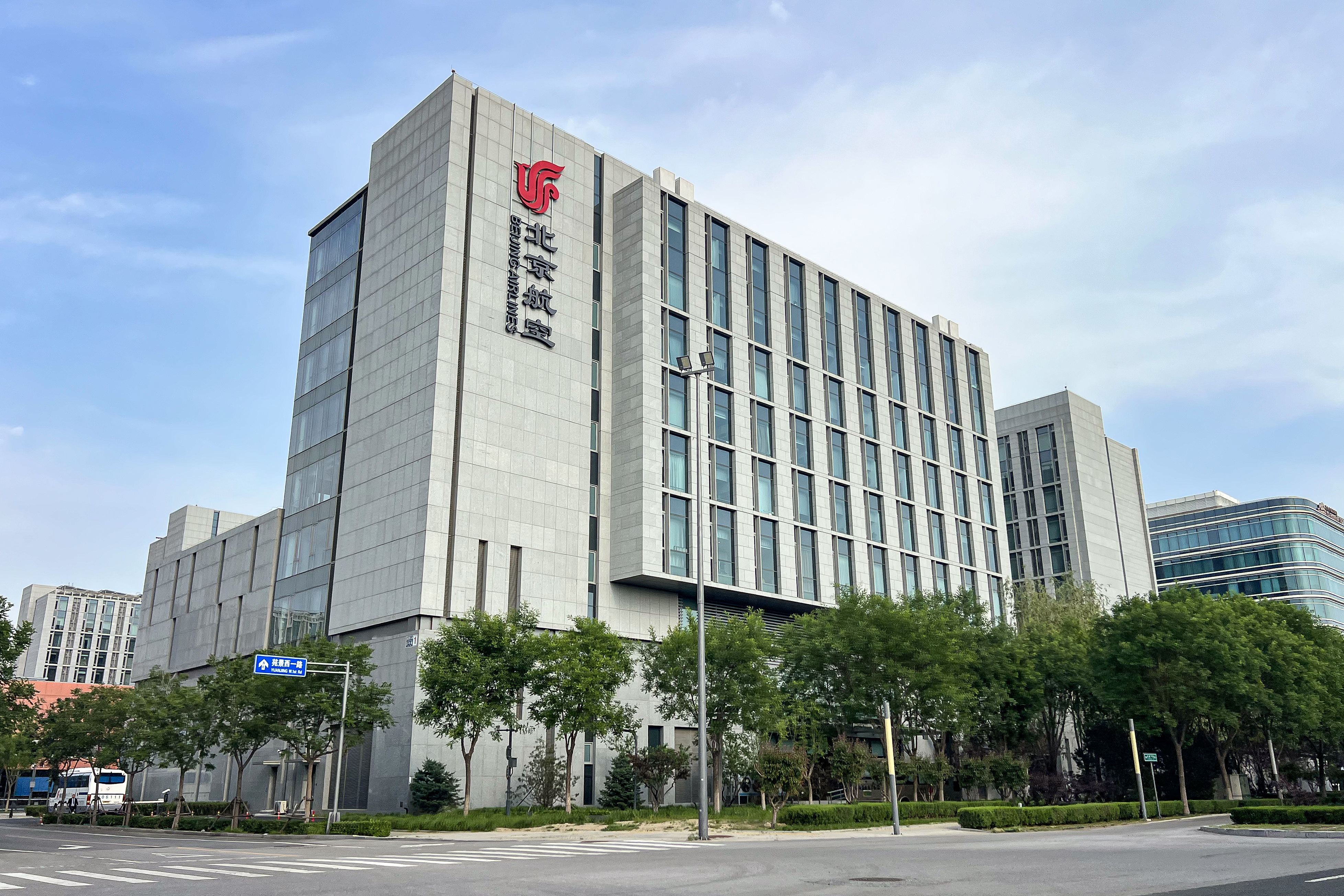
公司总部

北京航空是一家位于中国北京的航空公司，其基地为北京大兴国际机场。2018年4月24日，北京航空获得中国民用航空局批准筹建。

## 历史
原北京航空成立于2011年，由中国航空集团有限公司、北京控股集团有限公司、北京市国有资产经营有限责任公司、中达瑞银投资有限公司共同出资组建，经营公务机业务。
有业内人士推测，随着北京新机场落成日期日益临近且被赋予服务雄安新区的重要任务，中国南方航空、中国东方航空纷纷表示将会在新机场投入大量资源，原北京航空的大股东中国国际航空在北京新机场却没有布局。国航重整北京航空，意在北京新机场分一杯羹。
2018年4月，申请公共航空运输企业经营许可证，与中国国际航空统一运营，航线航班、时刻和停机位等资源将在中国国际航空资源内统一调配。
2018年11月22日，北京航空首次開通定期航線，但同時保留公務機業務。
2020年3月起，北京航空航線將會遷往北京大兴国际机场，與早於2019年10月27日進駐的國航聯合營運。

## 运营
北京航空与中国国际航空统一运营，使用中国国际航空二字代码CA，航线航班、时刻和停机位等资源在中国国际航空资源内统一调配，不新增资源需求。
在航點方面，北京航空主要承辦往來北京至境內中大型城市的航班。
飞行、机务、签派、乘务、运输、安保等专业技术人员从中国国际航空划拨。北京航空总经理将由曾担任中国国际航空培训部总经理的戴汉勇出任。

## 机队

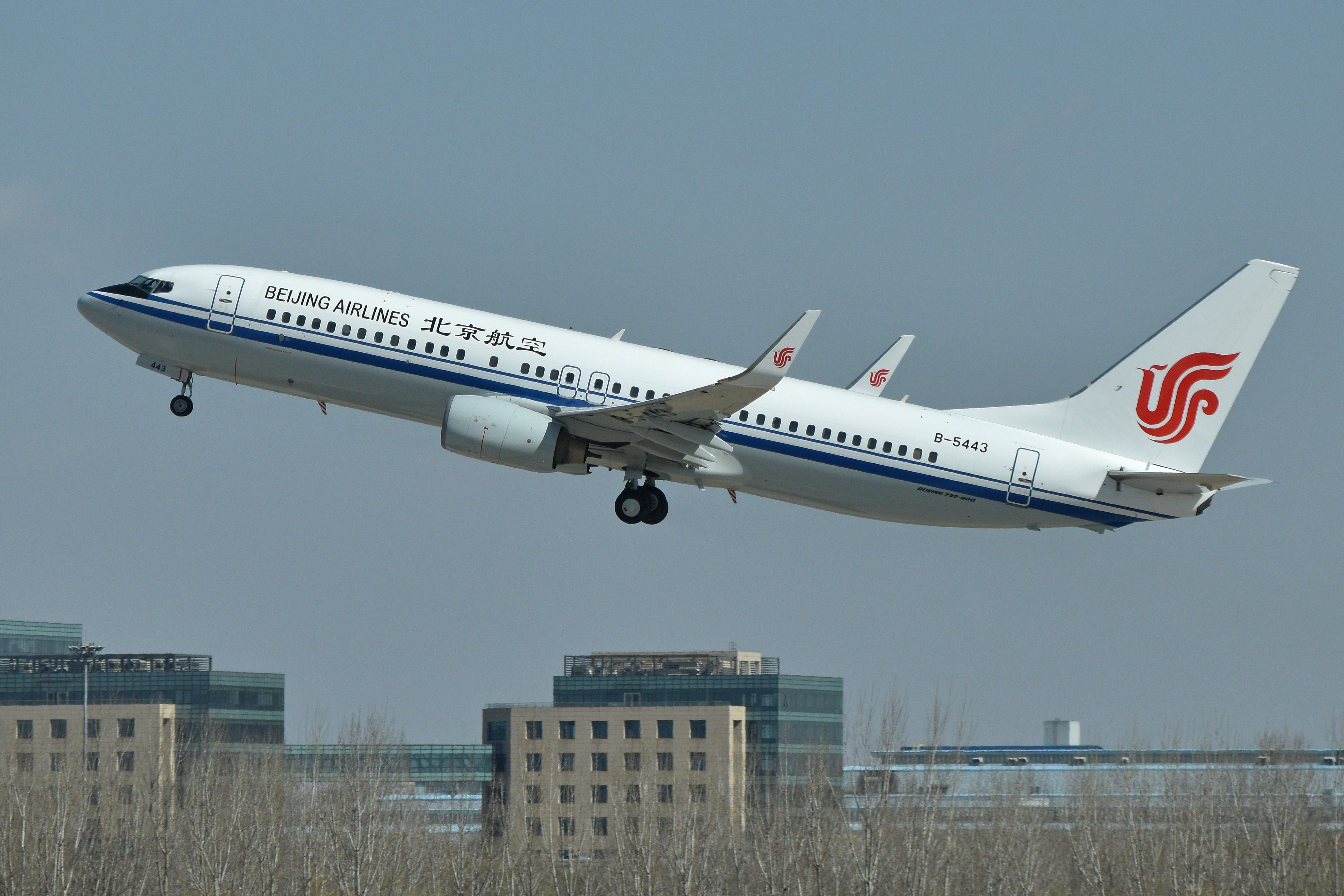
北京航空一架波音737-800从首都机场起飞

| 機型        | 數量 | 已訂購 | 載客量 | 備註                 |
| ----------- | ---- | ------ | ------ | -------------------- |
| 波音737-800 | 3    | -      | 167    | B-5443 B-5485 B-5486 |
| 總數        | 3    | -      |        |                      |

### 公務機
| 机型           | 数量 | 备注                     |
| -------------- | ---- | ------------------------ |
| 波音737-700BBJ | 1    | B-3999（多用于政府包机） |

另有其他托管公务机。

## 股权
- 中国国际航空股份有限公司持有51%股权
- 北京控股集团有限公司持有18%股权
- 北京市国有资产经营有限责任公司持有18%股权
- 中达瑞银投资有限公司持有13%股权